# Бирк, Адо
А́до Бирк (Авдий Адович Бирк) (эст. Ado Birk, также есть транскрипции Aadu Birk, Aado Birk; в Крещении прав. — Авдий 14 ноября 1883 г., волость Тарвасту — 2 февраля 1942 г., Сосьва) — эстонский государственный и православный церковный деятель, дипломат, юрист.

## Образование
Окончил Рижское духовное училище (1899 г.) и Рижскую духовную семинарию (1905 г.), учился в Санкт-Петербургской духовной академии, изучал право в Юрьевском (Тартуском) (1907 г. - 1908 г.), Санкт-Петербургском (1908 г. — 1911 г.) и Лейпцигском (1911 г.) университетах.

## Адвокат
В 1911 — 1912 гг. — руководитель ревельского статистического бюро. В 1912 — 1917 гг. — помощник присяжного поверенного в Ревеле (затем — Таллин), его руководителем был присяжный поверенный Я.А. Темант. С 1913 года — гласный Ревельской городской думы.

## Политик и дипломат
Был одним из учредителей Эстонского союза крестьянства и Эстонской радикально-демократической партии, затем членом Эстонской народной партии. В 1917—1919 годах — член Эстонского земского совета, в 1917 был его временным секретарём. В 1918 году представлял Эстонию в Хельсинки. В 1918—1919 годах — председатель Эстонского земского совета и Генерального комитета по выборам в Учредительное собрание. В 1919—1920 годах — заместитель председателя Учредительного собрания. В ноябре 1919 года — июле 1920 года и августе — октябре 1920 года — министр иностранных дел. С 28 по 30 июля 1920 года (в течение трёх дней) был премьер-министром. Член Рийгикогу (парламента) первого созыва. В 1922 — 1926 гг. — посол Эстонии в Москве.

## Биргиада
Бирк находился в конфликтных отношениях с министром иностранных дел Антсом Пийпом. В 1926 г. был уволен в отставку. Разразившийся в 1926—1927 годах громкий скандал вокруг фигуры Бирка получил название «биргиада». В июле 1926 г. советская газета «Известия» опубликовала два документа, якобы подписанных Бирком. В одном из них содержались резкая критика внешней политики правительства Эстонии (в том числе сближения с Польшей, направленного, по его словам, против СССР) и просьба об отставке. Во втором заявлялось, что из-за неких обвинений в его адрес, выдвинутых в Эстонии, он вынужден продлить своё пребывание в СССР в качестве частного лица.
В 1927 году Бирк неожиданно появился в миссии Норвегии в Москве, где попросил убежища. Выяснилось, что в июне 1926 г. он был приглашён в Народный комиссариат иностранных дел, где сотрудник этого ведомства Логановский подверг его шантажу (обвинив в незаконных финансовых операциях) и потребовал стать негласным агентом советских спецслужб. Бирк смог бежать, но был задержан при попытке тайно выехать в Финляндию. Под давлением он был вынужден подписать два документа, опубликованных в «Известиях». После этого Бирк жил под контролем ОГПУ в Воронеже и на Кавказе, а затем возвращён в Москву, где содержался под стражей. Во время разрешённой ему прогулки на Воробьёвых горах Бирк воспользовался приступом астмы у охранника и вновь бежал — на этот раз в норвежскую миссию.
В марте 1927 г. Бирку было разрешено выехать в Эстонию. В том же году он предстал перед Верховным судом по обвинению в государственной измене, но был оправдан. Однако политическая и дипломатическая карьера Бирка закончилась.

## Деятельность после биргиады
Позднее Бирк работал адвокатом и занимался бизнесом в Таллине, в 1939—1940 годах — секретарь Синода Эстонской апостольской православной церкви в юрисдикции Константинопольского Патриархата.
14 июня 1941 года был арестован органами НКВД и отправлен в Северо-Уральский ИТЛ, где приговорён к расстрелу. Скончался до приведения приговора в исполнение